# Суроватка
Суроватка  (или цвик) се нарича течността, която се отделя от млечния коагулат при производството на сирене, сиренови продукти и кисело мляко. Тя е естествен млечен серум, който съдържа лактоалбумини, лактоглобулини, лактоза и минерални соли, но не съдържа казеин. В суроватката няма сол, а млечната мазнина и лецитините са малко.
При производството на сирене основният млечен белтък – казеинът, коагулира под действието на сирищните ензими, като задържа повечето млечна мазнина и част от минералните соли, и лактозата. Процесът се осъществява при рН 6,5. Така получената суроватка се определя като „сладка“. Другият вид суроватка е „кисела“. Високата ѝ киселинност (рН < 5) се дължи на проведената млечно-кисела ферментация или при обработката на мляко с органични или минерални киселини. Така се получава прясно сирене или се отделя казеинът. Лактоалбумините и лактоаглобулините не коагулират под действието на химозина и почти напълно преминават в суроватката.
След водата основните компоненти на суроватката са лактозата (около 70 – 72% от сухите вещества), суроватъчни протеини (около 8 – 10%) и минерални соли (12 – 15%).
Състав на суроватката
| Параметър       | Сладка суроватка (g/l) | „Кисела“ суроватка (g/l) |
| Сухи вещества   | 63 – 70                | 63 – 70                  |
| Лактоза         | 46 – 52                | 44 – 46                  |
| Белтъци         | 6 – 10                 | 6 – 8                    |
| Мазнини         | < 5                    | < 1                      |
| Калций          | 0.4–0.6                | 1.2–1.6                  |
| Фосфор          | 1–3                    | 2–4.5                    |
| Млечна киселина | 2                      | 6.4                      |
| Хлориди         | 1.1                    | 1.1                      |
| рН              | 6,10                   | 4,60                     |